# جونثان فيلا
جونثان فيلا (بالإسبانية: Jonathan Vila)‏ (6 مارس 1986 ببورينيو في إسبانيا - ) هو لاعب كرة قدم إسباني في مركز الوسط. لعب مع بيتار القدس وريال أوفييدو وسلتا فيغو ب وسلتا فيغو.

## روابط خارجية
- جونثان فيلا على موقع قاعدة بيانات كرة القدم.إي يو (الإنجليزية)
- جونثان فيلا على موقع Soccerway.com (الإنجليزية)
- جونثان فيلا على موقع عالم كرة القدم.نت (الإنجليزية)
- جونثان فيلا على موقع AS.com (الإسبانية)